# Symphorian Altbießer
Symphorian Altbießer, auch Pollio (* um 1475 in Straßburg; † um 1537 ebenda) war ein Theologe und Reformator.

## Leben und Wirken
In seiner humanistisch bestimmten Jugend wurde er als Mitarbeiter des Jakob Wimpheling Priester an St. Stefan, später Leutpriester an der St.-Martin-Kirche. 1522 wurde er zum Prediger am Straßburger Münster gewählt und trat bald auf die Seite des von den Domherrn verdrängten Matthäus Zell. Als er 1524 heiratete, wollten die Domherrn auch ihn verdrängen. Um Schutz vor den Nachstellungen der Domherren zu erhalten, erwarb er sich das Bürgerrecht.
Wie gegen andere, so wurden auch gegen ihn üble Nachreden verbreitet. Martin Bucer hatte sich in seiner Schrift Grund und Ursach (1524) dagegen gewandt, und Altbießer hatte sie mit unterschrieben. Da die Nachreden gegen ihn nicht aufhörten, verfasste er eine eigene Schrift Wes man sich gegen newen meren, so teglich von den predigern des Evangelii werden ausgegeben, halten soll. Straßburg 1. Februar 1525.
Seine St.-Martin-Kirche musste er 1529 verlassen, da sie wegen Baufälligkeit abgerissen wurde. Der bereits alte Mann ging dann an die vor der Stadt gelegene Kirche des Aussätzigen-Hospitals „Zu den guten Leuten“. Im Straßburger Gesangbuch war er mit mehreren Liedern vertreten. In Straßburg wurde er zu den Hauptführern der reformatorischen Bewegung gerechnet. Zuletzt wirkte er an St. Aurelien, als Nachfolger Bucers.

## Werke
- Wes man sich gegen newen meren, so teglich von den predigern des Evangelii werden ausgegeben, halten soll. Straßburg 1. Februar 1525